# トレヴィッレ
トレヴィッレ（伊: Treville）は、イタリア共和国ピエモンテ州アレッサンドリア県にある、人口約300人の基礎自治体（コムーネ）。

## 地理

### 位置・広がり
| 隣接するコムーネは以下の通り。 - チェレゼート - オッツァーノ・モンフェッラート - サーラ・モンフェッラート |

### 地震分類
イタリアの地震リスク階級 (it) では、4 に分類される
。